# Ernst Rifgatovich Muldashev
Ernst Rifgatovich Muldashev (tiếng Bashkir: Мулдашев, Эрнст Рифғәт улы; sinh ngày 1 tháng 1 năm 1948, Verkhne-Sermenevo, Quận Beloretsky, Cộng hòa Xã hội chủ nghĩa Xô viết tự trị Bashkir, Liên Xô) - Bác sĩ nhãn khoa Liên Xô và Nga, bác sĩ phẫu thuật có bằng cấp cao nhất, nhà phát minh, Tổng Giám đốc của Viện Ngân sách Nhà nước Liên bang "Trung tâm Phẫu thuật Tạo hình và Nhãn khoa toàn Nga" Bộ Y tế Liên bang Nga tại thành phố Ufa. Ngoài ra, ông còn trở nên nổi tiếng vì là tác giả của một số cuốn sách bí truyền, ấn phẩm báo chí và phim về chủ đề thần bí liên quan đến các cuộc thám hiểm đến đảo Crete, Ai Cập và Tây Tạng nghiên cứu các nền văn minh cổ đại.

## Tiểu sử
Ernst Muldashev sinh ngày 1 tháng 1 năm 1948 trong một gia đình giản dị ở làng Verkhne-Sermenevo, quận Beloretsky, Cộng hòa Xã hội chủ nghĩa Xô viết tự trị Bashkir. Ông là con trai của Bashkir Rifgat Iskandarovich Muldashev và Valentina Kirsanovna Makhini người Ukraina, anh trai của Albert Rifgatovich Muldashev và Eduard Rifgatovich Muldashev. Vợ của Muldashev tên là Tatyana Muldasheva.
Từ năm 1955 đến 1965, Muldashev học tại trường trung học của thành phố Salavat. Từ năm 1972 đến năm 1982, ông là nhà nghiên cứu, trưởng khoa tái tạo và phẫu thuật thẩm mỹ tại Viện Nghiên cứu các Bệnh về Mắt Ufa. Từ năm 1982 đến năm 1988, Muldashev là bác sĩ nhãn khoa tại khoa mắt của Bệnh viện số 10, MSCh OLUNPZ. Từ năm 1988 đến 1990, ông giữ chức trưởng phòng cấy ghép phẫu thuật nhãn khoa của "Vi phẫu Mắt" MNTK. Từ năm 1990, ông là giám đốc của Trung tâm Phẫu thuật Tạo hình và Nhãn khoa toàn Nga (Ufa).
Từ năm 1990 đến năm 1993, ông là Thứ trưởng Nhân dân Nga. Ernst Muldashev trở thành một cấp phó, theo như lời của ông, để bảo vệ các phát minh của mình, kể từ khi ông bị buộc tội "thí nghiệm trên một người Xô Viết." Trong quá trình giải tán Hội đồng tối cao, ông bị bắt và bị đánh bằng dùi cui.  Ông là tác giả của hơn 50 bằng sáng chế của Nga về phát minh và mô hình tiện ích, 10 bằng sáng chế nước ngoài, hơn 300 ấn phẩm khoa học, trong đó có 7 sách chuyên khảo gồm: Staphylomas of sclera (2000), Surgery of the liver and biliary tract (2005), Complicated glaucoma (2005), Social and biomedical aspects of tissue transplantation (2007), Revelations of the surgeon. As I did the world's first eye transplant (2010), Are we correct for glaucoma (2013) và Regenerative medicine. Alloplant biomaterials in ophthalmic surgery (2014).
Thạc sĩ Thể thao của Liên Xô, ba lần vô địch Liên Xô về du lịch thể thao. Một trong những người tổ chức và tham gia cuộc thám hiểm nhằm xác minh phiên bản vụ tai nạn chiếc máy bay mất tích của S. A. Levanevsky vào năm 1937 tại Yakutia.
Ernst Muldashev  là tác giả của nhiều cuốn sách về những chuyến thám hiểm của mình đến các quốc gia khác nhau trên thế giới. Bản thân ông đã đến thăm Hy Lạp (đảo Crete), Ấn Độ (Himalaya), Trung Quốc (vùng núi Tây Tạng) và hàng chục quốc gia khác.

## Nhãn khoa
Muldashev là Tiến sĩ Danh dự của Liên bang Nga, Tiến sĩ Y khoa, Giáo sư. Thành viên Hội đồng các Bác sĩ Nhãn khoa Nga. Bác sĩ phẫu thuật thuộc loại cao nhất, cố vấn danh dự tại Đại học Louisville (Mỹ), thành viên của Viện Hàn lâm Nhãn khoa Hoa Kỳ, bác sĩ nhãn khoa được chứng nhận của Mexico, thành viên của Viện Hàn lâm Khoa học Quốc tế. Theo như lời Muldashev, chính ông đã công bố hơn 400 công trình khoa học, thực hiện 600-800 ca mổ mắt hàng năm.
Người phát minh ra vật liệu sinh học phẫu thuật "Alloplant", với sự trợ giúp của nó được cho là có thể (theo bản thân Muldashev) để điều trị một số bệnh được coi là "vô vọng". Có một trường hợp được biết đến về việc điều trị căn bệnh vô vọng của nhà thuần phục thú nổi tiếng Teresa Durova, sau đó, theo chính bệnh nhân, cơ hội nhìn thấy đã trở lại với cô.
Theo báo chí đưa tin, mắt của người hiến tặng được ghép và bệnh nhân đã lấy lại thị lực. Các bác sĩ nhãn khoa phủ nhận thực tế về hiệu quả của phẫu thuật cấy ghép mắt để phục hồi thị lực, do cơ bản là không thể phục hồi dây thần kinh thị giác. Nhận xét về tình hình, bản thân Muldashev nói rằng ông đã thực hiện việc cấy ghép giác mạc và võng mạc.

## Nghiên cứu phi học thuật

### Quỹ gen nhân loại
Quỹ gen nhân loại, theo Muldashev, là một sự hình thành giả thuyết tập hợp các hang động somati nằm chủ yếu trên dãy Himalaya, trong đó những người thuộc các nền văn minh trước ở trạng thái "bảo tồn" (somati hay samadhi). Lý thuyết này được giới nghiên cứu cho là giả khoa học.

### Vạch trần
Để cuối cùng làm sáng tỏ những bí mật của đất nước huyền bí Shambhala này, một đoàn thám hiểm của các nhà khoa học và nhà leo núi Nga đã đến Tây Tạng. Những người tham gia chuyến thám hiểm RATT (Đội Du lịch Mạo hiểm Nga), do Hội Địa lý Nga tổ chức với sự hỗ trợ của Komsomolskaya Pravda, đã kiểm tra khu vực Núi Kailash, nơi được cho là có một quốc gia ngầm. Các nhà khoa học đã đi đến “cánh cửa dẫn đến Shambhala” Các nhà khoa học đã đi đến “cánh cửa dẫn đến Shambhala” gần như không thể tiếp cận, kiểm tra “tia laser đá” và đến thăm “Thung lũng Tử thần” bí ẩn. Thật không may, không có phép lạ nào được tìm thấy. Tất cả những hiện vật này, mà Ernst Muldashev đã vẽ màu mè trong sách của mình, hoàn toàn có nguồn gốc tự nhiên.

## Giải thưởng và danh hiệu
- Huy chương đồng Triển lãm Thành tựu Kinh tế của Liên Xô, 1986;
- "Tiến sĩ danh dự của Liên bang Nga", 1998;
- Huân chương Salavat Yulaev - Giải thưởng Nhà nước của Cộng hòa Bashkortostan, 2000;
- Kỷ niệm chương "Vì thành tích xuất sắc chăm sóc sức khỏe quốc gia”, 2001;
- Huân chương Hữu nghị các Dân tộc, 2007.

## Thành viên Hội và Hiệp hội
- Cố vấn danh dự, Đại học Louisville (USA);
- Bác sĩ nhãn khoa được chứng nhận của Mexico;
- Thành viên Hội đồng quản trị Hiệp hội các Bác sĩ Nhãn khoa Liên bang Nga;
- Thành viên Viện Hàn lâm Khoa học Quốc tế.

## Ấn phẩm

### Sách
- В поисках Города Богов. Том 1. Трагическое послание древних. (2002) 544 стр. Тираж: 50000. ISBN 978-5-373-01414-4;
- В поисках Города Богов. Том 2. Золотые пластины Харати (2002);
- В поисках Города Богов. Том 3. В объятиях Шамбалы. (2002) 528 стр. Тираж: 3000. ISBN 978-5-373-02988-9;
- В поисках Города Богов. Том 4. Предисловие к Матрице жизни на Земле (2002);
- В поисках Города Богов. Том 5. Матрица Жизни на Земле (2002);
- Трагическое послание древних;
- В объятиях Шамбалы;
- Золотые пластины Харати. Том 1. 320 стр. Тираж: 3000. ISBN 978-5-373-02987-2;
- Золотые пластины Харати. Том 2. 320 стр. Тираж: 180000. ISBN 978-5-373-00031-4;
- От кого мы произошли? Часть I Встреча с мастером (1999);
- От кого мы произошли? Часть II. Что сказали тибетские ламы (1999);
- От кого мы произошли? Часть III Мир сложнее, чем мы думали (1999);
- Загадочная аура России. 400 стр. ISBN 978-5-373-02148-7;
- Матрица жизни на Земле. 624 стр. Тираж: 2500;
- В объятиях Дракулы. 392 стр. Тираж: 5000;
- Путеводитель по загадочным местам планеты. (Э. Мулдашев, Н. Зятьков). Тираж 4000. ISBN 978-5-373-02990-2, ISBN 978-5-373-01397-0.

## Ấn phẩm gây tranh cãi của Muldashev
- Балашевич Л. И. Трансгималайский сказочник с точки зрения ученого-офтальмолога Lưu trữ ngày 18 tháng 7 năm 2012 tại Wayback Machine // Здравый смысл. — No. 27. — 2003;
- Образцов П. А. (2004). АнтиМулдашев. От кого произошёл уфимский офтальмолог? (PDF) . М.: Яуза, Эксмо. ISBN 5-699-06943-7. Bản gốc (PDF) lưu trữ ngày 9 tháng 3 năm 2016. Truy cập ngày 7 tháng 3 năm 2021.
- Образцов П. А. (2005). Азбука шамбалоидов. Мулдашев и все-все-все. АнтиМулдашев . М.: Яуза, Пресском. ISBN 5-98083-038-3. Bản gốc lưu trữ ngày 2 tháng 6 năm 2017. Truy cập ngày 10 tháng 10 năm 2020.
- Тревогин П. (кандидат технических наук) От кого мы произошли?" // журнал «Наука — это жизнь!»;
- Древние пирамиды в Колорадо?.., Илья Трейгер;
- И снова колорадские пирамиды!, Илья Трейгер.